# Voz Unionista Tradicional
Voz Tradicional Unionista (Traditional Unionist Voice, TUV) es un partido político unionista de Irlanda del Norte, fundado el 7 de diciembre de 2007, como una escisión del Partido Unionista Democrático (DUP) opuesta a los Acuerdos de Saint Andrews sobre la autonomía política de la región británica.
Su primer y actual líder es Jim Allister que, hasta 2009, fue miembro del Parlamento Europeo por como independiente en las listas del DUP desde 2004. En las elecciones al Parlamento Europeo de 2009 Allister perdió su escaño cuando se presentó como candidato del TUV. En las elecciones a la Asamblea de Irlanda del Norte de 2011 el partido obtuvo un escaño, también para Allister.

## Ideología
El TUV está a la derecha del Partido Unionista Democrático (DUP), del que se separó. El partido se opone al Acuerdo del Viernes Santo, particularmente a que los unionistas (tradicionalmente el bloque más grande) tengan que compartir el poder con los nacionalistas irlandeses, argumentando que los gobiernos de coalición deberían ser voluntarios. Se opone a la participación de exmiembros del IRA en la política de Irlanda del Norte y a que miembros del Sinn Féin entren en el gobierno. Los principios fundamentales del TUV son:
- El mantenimiento de la unión política entre Irlanda del Norte y Gran Bretaña.
- El acuerdo por una forma de devolución que elimine la obligatoriedad de formar coaliciones existente para el Ejecutivo de Irlanda del Norte (los ministerios del gobierno se reparten entre los diferentes partidos con representación).
- El conservadurismo social.

### Economía
El TUV aboga por una economía económicamente liberal, de baja tributación, se opone al establecimiento de sueldo mínimo, y a las regulaciones medioambientales, se opone además a los seguros de desempleo y a los sindicatos. Prefieren que el gobierno debe ejecutar un presupuesto equilibrado [cita requerida]y han sido consistentemente críticos de lo que llaman 'Stormont Squander' de los ingresos fiscales.

### Cambio climático
El TUV ha enfatizado un lugar continuo para los combustibles fósiles/energía de hidrocarburos pero también apoya el desarrollo de fuentes de energía renovable. [cita requerida]Ellos creen que hay una necesidad de instalaciones de reciclaje locales.[cita requerida] Ven a los agricultores como "custodios de la tierra" que tienen un papel que desempeñar en la conservación a largo plazo del mundo natural.

### Aborto
La posición de TUV sobre este asunto es provida y abogan por que los asuntos morales sean asuntos para la toma de decisiones local.

### Matrimonio entre personas del mismo sexo
La posición de TUV siempre ha sido que "se oponen a cualquier redefinición del matrimonio" y "defienden los valores familiares tradicionales... creyendo que esa es la base para el éxito de la sociedad". Son el único partido en la Asamblea de Irlanda del Norte que ocupa inequívocamente esta posición.

### Inmigración
El TUV aboga por un enfoque de inmigración controlada con controles fronterizos efectivos y un procedimiento de solicitud de "estilo de puntos" mediante el cual se da preferencia a los posibles inmigrantes que tienen conjuntos de habilidades que están en demanda en Irlanda del Norte.

### Educación
Su posición es que la selección académica (escuelas primarias) debe seguir siendo una opción dentro del sistema educativo para aquellos niños cuyas habilidades se adapten a él, pero que todos los tipos de escuelas secundarias deben tener la misma prioridad en la financiación.

### Salud
El TUV se opuso al cierre de los hogares de cuidado residencial que habían sido operados por el NHS y apoyó la retención de una combinación de provisión de hogares de cuidado residencial del sector público y privado. Creen que cuando hay una investigación pública sobre la respuesta a la pandemia de COVID-19 en Irlanda del Norte, un elemento clave debería ser la cuestión de si los hogares de ancianos estaban suficientemente protegidos contra el virus. El TUV se opuso a los pasaportes de vacunación obligatorios y argumentó que el gobierno de Irlanda del Norte fue demasiado cauteloso al aliviar las restricciones de cierre y que las escuelas de Irlanda del Norte deberían haber reabierto antes de lo que lo hicieron.

### Brexit
El TUV apoyó firmemente el Brexit. Sus motivos para hacerlo incluían una oposición a las transferencias fiscales del Reino Unido a la Unión Europea y, lo que describieron como la subordinación del mercado laboral local, el comercio y otras leyes a la supremacía de la ley de la UE. Son el único partido en la Asamblea de Irlanda del Norte que desea que se anule el Protocolo de Irlanda del Norte.

### Poder compartido
Una diferencia destacada entre el TUV y los otros partidos unionistas de Irlanda del Norte es la oposición constante del TUV a los arreglos para la formación de gobierno en Irlanda del Norte según lo prescrito por el Acuerdo de Viernes Santo y el posterior Acuerdo de St Andrews.
Los gobiernos de Irlanda del Norte se forman a través de un tipo de poder compartido consociacionalista denominado "coalición obligatoria", y los ministros del gobierno que componen el Ejecutivo de Irlanda del Norte son supervisados por dos Primeros Ministros. En la práctica, esto ha significado que un primer ministro sea designado de entre los partidos unionistas de la Asamblea y el otro primer ministro de entre los partidos nacionalistas irlandeses. Además, los roles ministeriales en el Ejecutivo de Irlanda del Norte están repartidos (a través de la fórmula matemática d'Hondt) a los partidos políticos según su respectiva fuerza en la Asamblea. El TUV argumenta que estos acuerdos no favorecen los mejores intereses de Irlanda del Norte porque dicho gobierno siempre estará compuesto por partidos que tienen objetivos políticos opuestos y, por lo tanto, no se puede acordar un programa común de gobierno. El TUV preferiría ver la formación de gobierno a través del modelo de 'coalición voluntaria' que opera en la mayoría de los países democráticos. La Coalición Voluntaria permite que cualquier grupo de partidos en una Asamblea forme un gobierno siempre que puedan acordar un programa de gobierno y puedan tener una mayoría en la Asamblea. En el caso de que no se pudiera negociar una coalición voluntaria, el TUV preferiría que Irlanda del Norte fuera gobernada desde Westminster mientras conservaba la Asamblea y sus comités asociados, lo que se conoce como 'devolución legislativa'.

## Elecciones a la Asamblea de Irlanda del Norte
| Elecciones | Líder        | # de votos  | % de votos | Escaños | +/-         |
| ---------- | ------------ | ----------- | ---------- | ------- | ----------- |
| 2011       | Jim Allister | 16 480 (#6) | 2,49%      | 1/108   | Nuevo       |
| 2016       | Jim Allister | 23 776 (#6) | 3,40%      | 1/108   | Sin cambios |
| 2017       | Jim Allister | 20 523 (#6) | 2,6%       | 1/90    | Sin cambios |
| 2022       | Jim Allister | 65 788 (#6) | 7,6%       | 1/90    | Sin cambios |